# Supella
Supella es un género de cucarachas de la familia Ectobiidae. Fue descrito por Shelford en 1911.

## Especies
- Supella chapini Rehn, 1947
- Supella gemma Rehn, 1947
- Supella mirabilis (Shelford, 1908)
- Supella occidentalis Princis, 1963
- Supella tchadiana (Roth, 1987)
- Supella abbotti Rehn, 1947
- Supella dimidiata (Gerstaecker, 1869)
- Supella longipalpa (Fabricius, 1798)
- Supella orientalis Grandcolas, 1994
- Supella vicina Chopard, 1958